# Maria Joana Batista de Saboia
Maria Joana Batista (Paris, 11 de abril de 1644 – Turim, 15 de março de 1724) foi a segunda esposa do duque Carlos Emanuel II de Saboia e duquesa consorte de Saboia de 1665 até 1675, além de regente durante a menoridade de seu filho Vítor Amadeu, que se tornou o primeiro rei da dinastia de Saboia da Sardenha, entre 1675 e 1684.

## Biografia

### Primeiros anos
Nascida a 11 de abril de 1644 na residência dos Duques de Némours em Paris, Maria Joana Batista era a primogênita de Carlos Amadeu, Duque de Némours e Isabel de Bourbon. Sua mãe era neta do rei Henrique IV da França com a amante Gabrielle d'Estrées. Maria pertencia a dinastia de Saboia, nobre família originária da França que reinava no Ducado de Saboia.
Juntamente da irmã mais nova, Maria Francisca (futura rainha de Portugal), Maria cresceu na capital francesa, frequentemente visitando o salão da famosa Madame de La Fayette, que mais tarde apresentou Maria a Madame de Sevigne, por correspondência. Ambas salonistas foram essenciais para que Maria adquirisse conhecimento acerca do funcionamento das relações interpessoais numa corte real, o que seria útil no seu posterior período como regente.
A 1652, o pai de Maria foi morto em duelo pelo próprio cunhado, o Duque de Beaufort. Nos anos seguintes, ela e sua família ficaram sob os cuidados do tio paterno, Henrique, que herdou o título de duque de Némours. A própria Maria herdou muitos dos bens do pai. Após a morte de Henrique a 1659, o Ducado de Némours retornou à coroa francesa, mas Maria manteve suas propriedades herdadas. Além disso, a mãe da menina recebia ajuda financeira de sua família, em particular da mãe de Francisca de Lorena.

### Casamento
A família de Maria desejava uma aliança matrimonial com Carlos Emanuel II, Duque de Saboia, filho de Cristina da França, de quem Maria era sobrinha-neta. A 1659, Cristina convocou a princesa, juntamente com a irmã e a mãe, a Turim para uma audiência. Carlos Emanuel mostrou um grande interesse na garota como uma esposa em potencial. No entanto, sua mãe foi avisada pelo Cardeal Mazarin sobre o caráter ambicioso da princesa, o que obrigou Cristina a rejeitar qualquer possibilidade de casamento. No final, Cristina arranjou o noivado do filho com a princesa francesa Francisca Madalena de Orleães. O casamento ocorreu a 1663.
Nesse ínterim, Maria recebeu uma proposta de casamento da corte portuguesa, mas a princesa recusou. Por outro lado sua irmã Maria Francisca seria enviada a corte lusa para se com o rei Afonso VI de Portugal.
Retornando à França, Maria atraiu a atenção de Carlos Leopoldo, filho e herdeiro do Duque de Lorena. A posição de Carlos era semelhante à do Duque de Saboia; além disso, tal casamento convinha muito bem à mãe de Maria. A 4 de fevereiro de 1662, ocorreu o noivado. Esta união era popular na corte francesa e era apoiada pela mãe do rei, Ana da Áustria, mas dois dias após a assinatura do Tratado de Montmartre, o Ducado de Lorena foi anexado pela França. O tratado rebaixou o Duque de Lorena a um monarca titulado mas não reinante, tornando-o um candidato desfavorável para Maria. Por fim o noivado foi anulado.

### Duquesa de Saboia

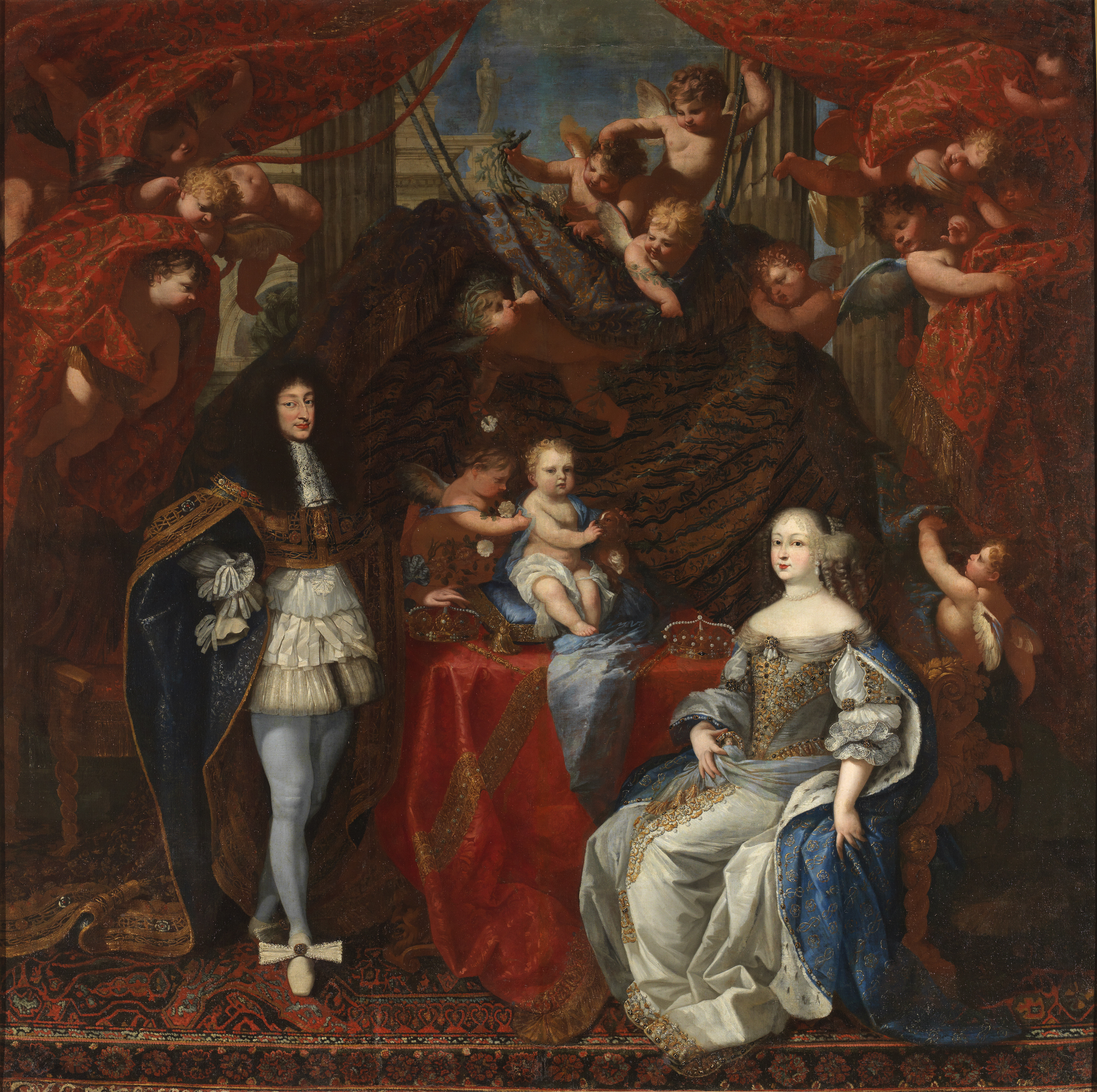
Carlos Emanuel II e Maria Joana com Vítor Amadeu II quando criança
Por Charles Dauphin
Museu do Prado

A 27 de dezembro de 1663, Cristina da França morreu em Turim; a 14 de janeiro do ano seguinte, sua nora Francisca Madalena de Orleães também morreu. Carlos Emanuel II ficou sem esposa e herdeiro. Como noiva, foi-lhe oferecida qualquer uma das irmãs de Francisca Madalena e a corte austríaca ofereceu-lhe a mão da arquiduquesa Maria Ana da Áustria, mas, temendo a perda de influência no ducado, o rei Luís XIV da França aconselhou o duque a recusar. Todavia, nenhuma delas convinha ao duque. Ficou claro que Carlos Emanuel II queria se casar com Maria, que era membro de sua própria dinastia. As negociações com a família de Maria duraram mais de um ano antes que Maria chegasse a Saboia, onde a 1 de maio de 1665, juntamente com sua avó Francisca de Saboia, conheceu o seu futuro marido. O grandioso casamento aconteceu a 20 de maio do mesmo ano no Castelo de Valentino. O dote de Maria incluía as províncias de Genevois e Faucigny, bem como Beaufort.
Em Saboia, a princesa passou a ser chamada à maneira italiana de Maria Giovanna Batista; além disso, ela ficou conhecida pelo título não oficial de Madama Reale, que vinha do título francês Madame Royale (Madame Real), dado à filha solteira mais velha do monarca francês. No final de sua vida, a sogra de Maria também preferiu ser chamada assim. Na corte de Saboia, Maria era considerada uma mulher atraente e inteligente.
Um ano após o casamento, a nova duquesa, aos 21 anos, deu à luz um filho, que recebeu o nome do avô da Vítor Amadeu. Antes da morte do marido, Maria desempenhava um papel menor na política. Seu marido fez várias melhorias nas residências reais e deixou um belo legado arquitetônico em Saboia. Maria e Carlos Emanuel II também ordenaram a construção de várias igrejas em Turim.
Entretanto, o casamento de Maria não foi feliz; Carlos Emanuel teve muitas amantes e filhos ilegítimos, que Maria foi forçada a ignorar. Em 1672, Hortênsia Mancini, que fugira do marido, pediu e recebeu proteção do Duque de Saboia. Para desgosto de Maria, Hortênsia tornou-se amante constante do marido e recebeu à sua disposição o Castelo de Chambéry, que a duquesa não pôde visitá-lo novamente até a morte do marido. A 12 de junho de 1675, Carlos Emanuel morreu subitamente em Turim, aos quarenta anos, após vários ataques de febre acompanhados de convulsões. Em seu leito de morte, Carlos Emanuel nomeou sua esposa regente do ducado durante a menoridade de seu filho.

### Regência

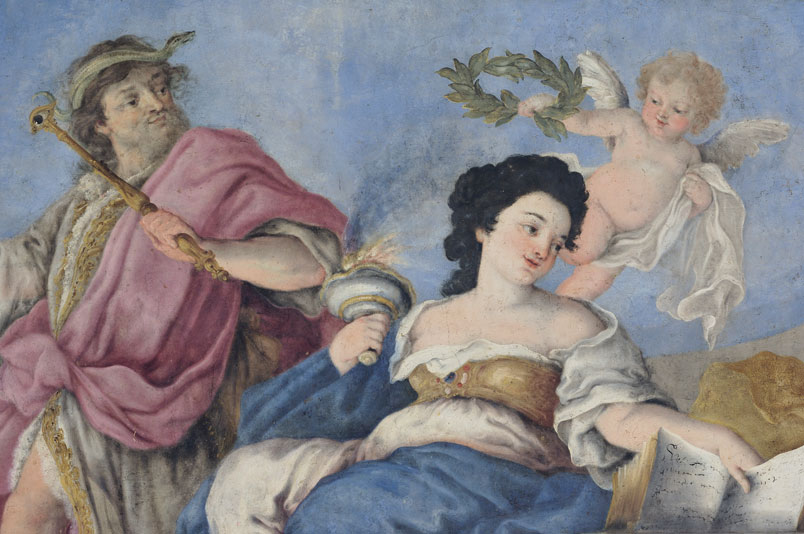
Alegoria do Triunfo da Virtude de Madame Real
Por Domenico Guidobono
Palácio Madama

Tendo se tornado regente do filho de onze anos, Maria aceitou suas novas funções com grande entusiasmo e ambição. Ela continuou o trabalho arquitetônico do marido; apoiou projetos de construção, organizações artísticas e instituições educacionais. A duquesa viúva apoiou o trabalho de Alessandro Stradella, tomando-o sob sua proteção quando ele fugiu de Veneza para Turim. Também continuou a financiar e apoiar a obra de Guarino Guarini, que durante a sua regência pintou a capela do Sudário de Turim e o edifício do Colégio dos Jesuítas. Maria também planejou trabalhar para expandir Turim. Ela tentou abrir uma universidade em Chambéry, mas não obteve sucesso.
Maria fez muito para manter contato com a poderosa vizinha de Saboia, a França, que era aliada da duquesa e de sua família. Maria foi criticada por querer muito manter o poder, pelo que estava pronta para se tornar uma marionete de Luís XIV. No entanto, ela também trabalhou para manter e desenvolver relações com as cortes reais da Espanha, Inglaterra e outros países.
A relação de Maria com o filho sempre foi tensa pelo desejo da mesma de manter o poder em suas mãos. Além disso, a duquesa passava muito tempo administrando o ducado e quase não tinha tempo para o filho. No entanto, Maria manteve seu filho sob escrutínio para garantir que ele não tentasse tirar o poder dela. Apesar de um relacionamento ruim com seu filho, ela mantinha abertamente amantes na corte; aos trinta e três anos, ela tinha um relacionamento com o Conde de Saint-Maurice, que era dez anos mais novo que ela. Seu relacionamento durou cerca de quatro anos, até Saint-Maurice cair em desgraça e deixar Turim, após um incidente diplomático.

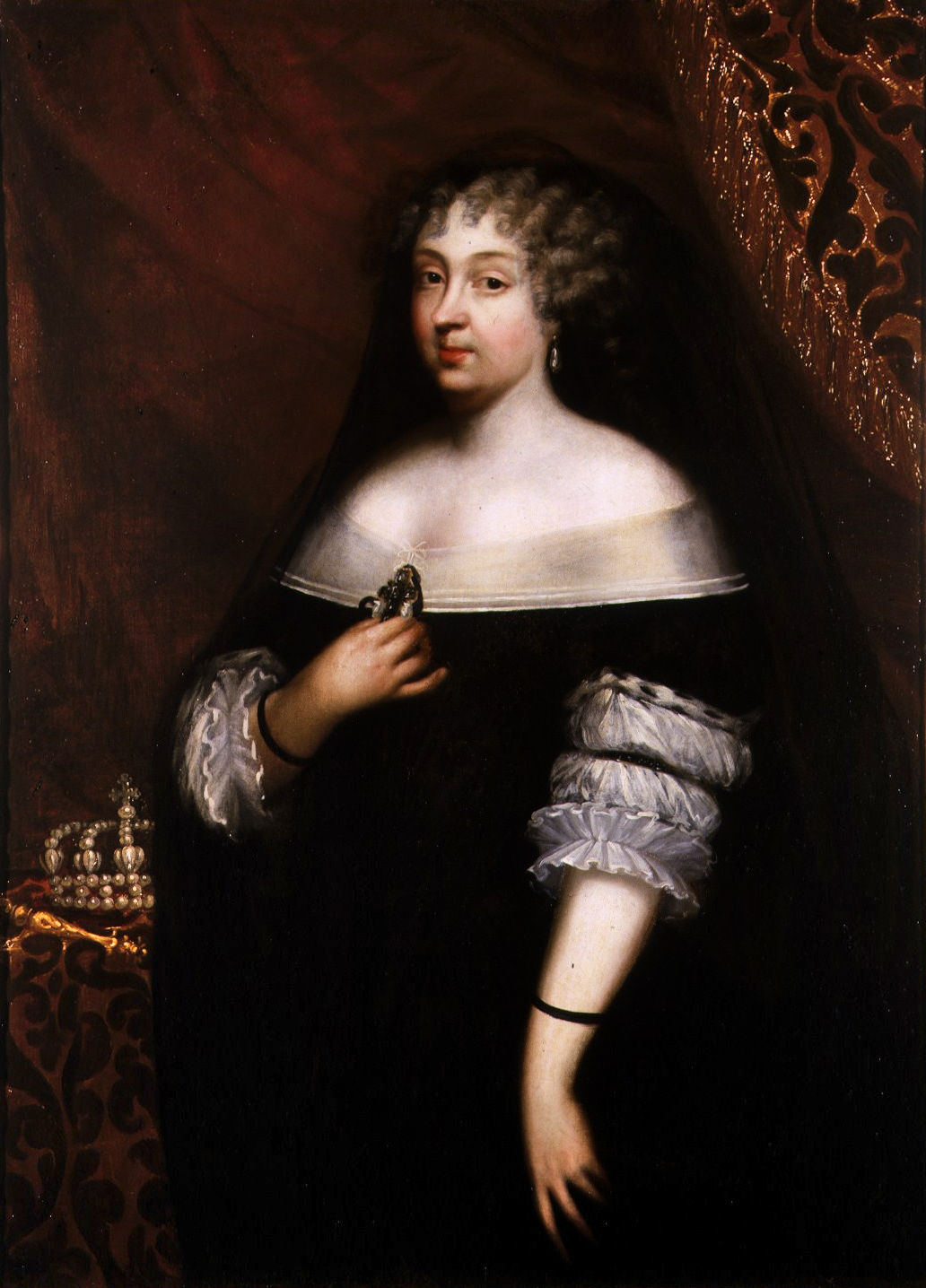
Maria, regente de Saboia, c. 1680

A 1677, Maria começou a procurar uma noiva para o filho, que atingiria a maioridade três anos depois. As potenciais candidatas eram Maria Antônia da Áustria, Maria Sofia de Neuburgo e Ana Maria de Orleães. Maria também considerou sua sobrinha, única filha da irmã rainha portuguesa, a infanta Isabel Luísa de Bragança, herdeira do trono português. A união era vantajosa para Maria, pois as leis de Portugal determinavam que a herdeira do trono deveria permanecer no país e se casar com um parente. Maria começou a negociar com Portugal para casar o filho com a herdeira afim de manter-se como regente em Saboia enquanto que o o filho tivesse que viver em Portugal. No entanto, esta união foi contestada pela maioria dos políticos; Vítor Amadeu convenceu sua mãe a adiar o casamento por dois anos..
Nesse ínterim, Maria começou a considerar uma proposta de casamento com a princesa toscana para Ana Maria Luísa de Médici.; não querendo prejudicar as relações com a França, a duquesa regente negociou o casamento em segredo. A ideia de uma potencial noiva toscana foi popular no ducado, pois daria um poderoso aliado a Saboia na península itálica, e foi até mesmo aprovada por Vítor Amadeu, mas as negociações não tiveram sucesso.
A regência de Maria terminou oficialmente a 1680, embora o poder real permanecesse em suas mãos até 1684. Luís XIV procurou manter sua já considerável influência em Saboia e propôs uma aliança de casamento entre Vítor Amadeu e sua sobrinha Ana Maria de Orleães, filha de Filipe, Duque de Orleães e da sua primeira esposa Henriqueta Ana da Inglaterra. Vítor Amadeu concordou com o casamento, que ocorreu a 6 de maio de 1684. Ao chegar à corte da Saboia, Ana Maria caiu sob a influência de sua sogra imperiosa; cortesãos posteriores a descreveram como uma nora obediente e modesta que cedeu aos desejos de Maria. Uma relação próxima entre esposa e mãe não era aprovada por Vítor Amadeu, pois Maria há muito se tornara sua rival política. Quando Vítor Amadeu rompeu os laços com a França a 1690, Ana Maria e seus filhos deixaram a capital com Maria em protesto.

### Últimos anos

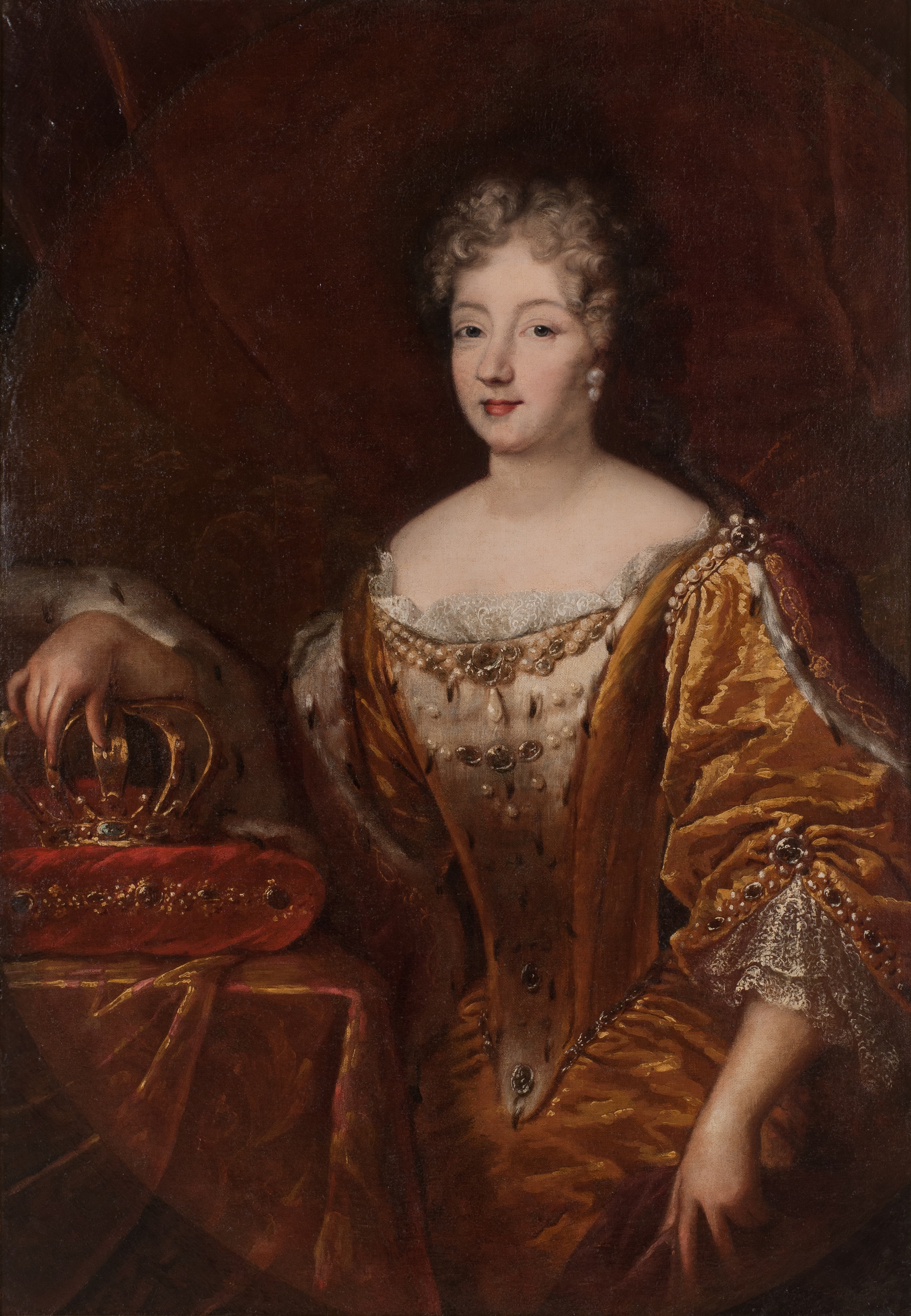
Maria
Por Autor desconhecido
Palácio de Venaria Reale

No início de 1684, Vítor Amadeu finalmente tomou o poder sobre o ducado em suas próprias mãos e decidiu privar sua mãe de qualquer influência na corte, exilando-a no Palácio Madama. O Palácio Madama foi anteriormente a residência da duquesa viúva Cristina da França, e sob Maria foi ampliado sob a supervisão de Filippo Juvarra, o arquiteto favorito de seu filho.
A 1686, Maria vendeu o Ducado de Omal a Luís Augusto de Bourbon, filho ilegítimo de Louis XIV Luís XVI da França com Madame de Montespan. Omal era propriedade pessoal de Maria, herdada por ela após a morte de seu pai. Maria também se tornou a última condessa do Condado de Genebra, título que, após sua morte, foi herdado pelo filho.
Como avó, Maria era uma avó próxima e calorosa. A duquesa viúva desenvolveu um bom relacionamento com Ana Maria, sendo madrinha de sua neta mais velha, Maria Adelaide. Além disso, suas netas Maria Adelaide e Maria Luísa visitavam sua avó semanalmente no Palácio Madama. Maria Adelaide, em particular, manteve uma correspondência regular com sua avó, até mesmo depois de 1696, quando a jovem princesa se casou com Luís, Duque da Borgonha; Maria Adelaide e o marido foram os pais do futuro rei Luís XV da França. Sua outra neta, Maria Luísa tornou-se esposa do irmão do duque da Borgonha, o rei Filipe V da Espanha. Esses dois casamentos de prestígio foram arranjados por Luís XIV para trazer Saboia ao seu lado na Guerra da Sucessão Espanhola. Durante a guerra, Maria fugiu com seus netos para Gênova e foi forçada a vender joias para sustentar sua família durante o cerco de Turim a 1706.
Graças ao Tratado de Utrecht a 1713, o filho de Maria recebeu o Reino da Sicília. Vítor Amadeu foi coroado na Catedral de Palermo a dezembro de 1713. Ele instruiu sua mãe a apoiar o governo em sua ausência, mas ela recusou, e seu neto Vítor Amadeu, Príncipe de Piemonte tornou-se regente. Todavia, o príncipe morreria pouco tempo depois; a morte do príncipe do Piemonte foi seguida pela morte das restantes netas de Maria, Maria Adelaide na França, a 1712 e Maria Luísa na Espanha, a 1714. Com a morte do príncipe do Piemonte, outro neto de Maria, Carlos Emanuel, tornou-se herdeiro de seu pai.
Maria morreu a 15 de março de 1724 no Palácio Madama, pouco menos de um mês antes de seu octogésimo aniversário. Ela foi enterrada na Abadia de São Miguel, no Vale de Susa.